# Mademoiselle Rose
Cet article concerne le tableau de Delacroix. Pour la pièce de théâtre de Lorca, voir Mademoiselle Rose ou le Langage des fleurs.
Mademoiselle Rose – ou Nu assis – est un tableau réalisé par le peintre français Eugène Delacroix vers 1820 ou 1823. Cette huile sur toile de format vertical est un nu qui représente une jeune femme assise de profil devant un fond neutre. Le modèle provient de l'atelier de Pierre-Narcisse Guérin, dont l'artiste est l'élève. Achetée en vente publique le 11 octobre 1942 avec le concours de la Société des amis du Louvre, l'œuvre fait partie des collections du musée du Louvre. Elle est conservée au musée national Eugène-Delacroix, également à Paris.